# Seleman (Danau Kerinci)
Seleman is een bestuurslaag in het regentschap Kerinci van de provincie Jambi, Indonesië. Seleman telt 1417 inwoners (volkstelling 2010).